# Brachyorrhos albus
Brachyorrhos albus är en ormart som beskrevs av Carl von Linné 1758. Brachyorrhos albus ingår i släktet Brachyorrhos och familjen snokar. Inga underarter finns listade.
Arten förekommer främst i havet nära kusterna av Timor, Moluckerna, västra Nya Guinea och av mindre öar i samma region. I magsäcken av några exemplar hittades daggmaskar och därför antas att Brachyorrhos albus vistas under längre tider på land.
För beståndet är inga hot kända men Brachyorrhos albus är mycket sällsynt. IUCN kategoriserar arten globalt som otillräckligt studerad.